# Melitulias undulata
Melitulias undulata är en fjärilsart som beskrevs av Eduard Rosenstock 1885. Melitulias undulata ingår i släktet Melitulias och familjen mätare. Inga underarter finns listade i Catalogue of Life.